# Eparchia di Elec

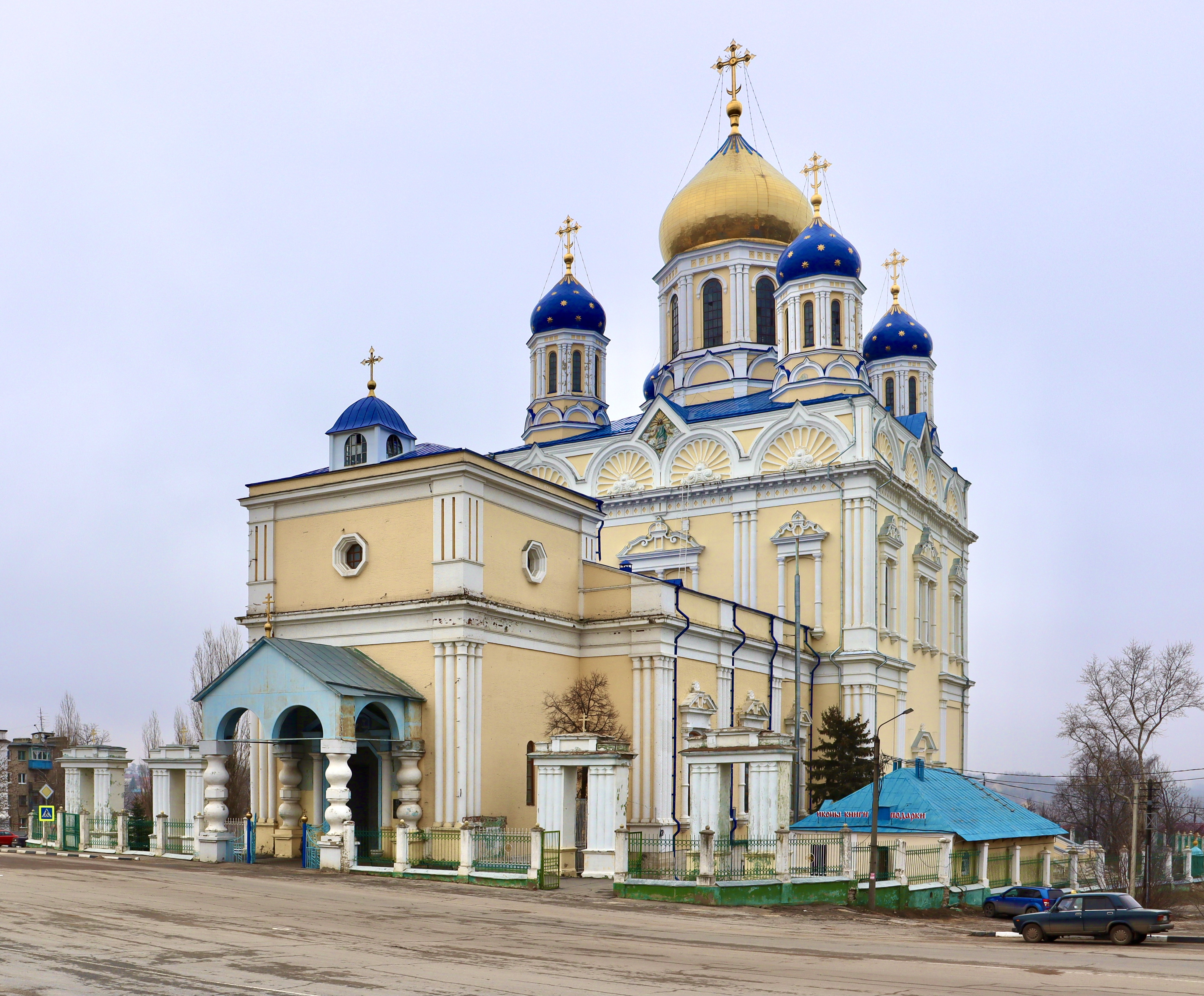
La cattedrale dell'Ascensione di Elec.

L'eparchia di Elec (in russo Елецкая епархия?) è una diocesi della Chiesa ortodossa russa, appartenente alla metropolia di Lipeck.

## Territorio
L'eparchia comprende la città di Elec e i rajon Dankovskij, Dolgorukovskij, Eleckij, Izmalkovskij, Lebedjanskij, Lev-Tolstovskij, Stanovljanskij e Čaplyginskij nella oblast' di Lipeck nel circondario federale centrale.
Sede eparchiale è la città di Elec, dove si trova la cattedrale dell'Ascensione.
L'eparca ha il titolo ufficiale di «eparca di Elec e di Lebedjan'».

## Storia
L'eparchia è stata eretta dal Santo Sinodo della Chiesa ortodossa russa il 29 maggio 2013 ricavandone il territorio dall'eparchia di Lipeck.